# Pierre Merle (écrivain)
Pour les articles homonymes, voir Pierre Merle et Merle (homonymie).
Ne doit pas être confondu avec Pierre Merle (sociologue).
Pierre Merle est un journaliste et écrivain français né le 14 octobre 1946 à Paris. Il est l'auteur, entre autres, de nombreux ouvrages sur l'évolution de la langue française.

## Formation
- Baccalauréat série philosophie au lycée Voltaire de Paris (75011).
- Maîtrise d'anglais à la Sorbonne. Sujet de mémoire : The Sense of Sin in Marlowe's Drama.

## Situation professionnelle
Il devient journaliste en 1975, puis écrivain.
- Traducteur à Sélection du Reader's Digest (1975-1976).
- Collabore à l'hebdomadaire satirique Le Hérisson (1975-1976).
- Journaliste à l'émission Histoire d'un jour de Philippe Alfonsi (Europe 1, 1978).
- Reporter au Magazine de Pierre Bouteiller (France Inter, 1978-1981), puis à Carnet de notes (France Musique, 1986-1987).
- Collabore au Pop Club de José Artur (France Inter, 1982).
- Collabore à L'Obs de Paris - Le Nouvel Observateur (1989-1994).
- Collabore à l'émission  L'Art du Temps de Muriel Hees (RMC,1995).
- Journaliste à Télé Journal (1985-1995) puis à Télé 7 Jours (1996).
- Collabore en tant que producteur-présentateur « volant » à l'émission Tire ta langue (France Culture, 1992-2000).